# Unabhängigkeitsreferendum in Irakisch-Kurdistan 2017
Ein Unabhängigkeitsreferendum in Irakisch-Kurdistan 2017 wurde am 25. September 2017 trotz des Verbotes durch das Oberste Gericht im Norden des Irak durchgeführt, sowohl in der Autonomen Region Kurdistan als auch in weiteren von ihr beanspruchten und de facto weitgehend kontrollierten, offiziell jedoch der irakischen Zentralregierung unterstehenden Provinzen. Das Referendum war somit rechtlich nicht bindend und wurde zudem offiziell als verfassungswidrig erklärt. Bereits 2005 wurde eine Volksabstimmung durchgeführt, die jedoch informell war. Nach dem ursprünglichen Unabhängigkeitsfahrplan sollte die Volksabstimmung bereits 2014 stattfinden, musste jedoch angesichts des Konflikts mit der Terrororganisation Islamischer Staat verschoben werden.
Die den Wählern vorgelegte, mit „Ja“ oder „Nein“ zu beantwortende Frage lautete: „Möchten Sie, dass die Region Kurdistan und kurdische Gebiete, die außerhalb der Regionalverwaltung liegen, ein unabhängiger Staat werden?“. Der Wahlzettel enthielt die Frage und Antwortmöglichkeiten auf Kurdisch, Arabisch, Turkmenisch und Syrisch.

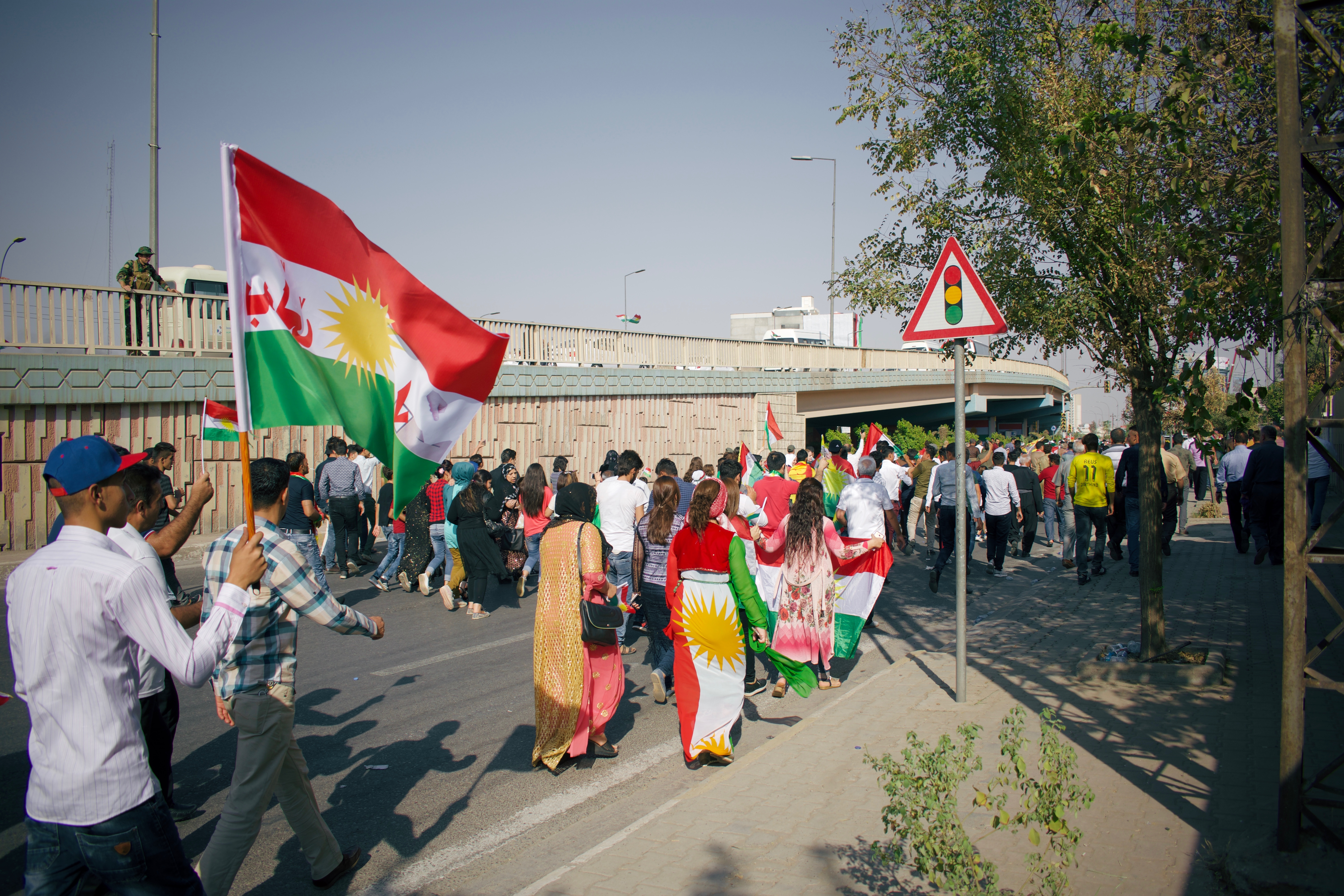
Demonstration für die Unabhängigkeit Kurdistans im Franso-Hariri-Stadion

## Verlauf
Der kurdische Regionalpräsident Masud Barzani von der Demokratischen Partei Kurdistans (DPK) hatte am 7. Juni 2017 mit der zweiten großen Landespartei, der Patriotischen Union Kurdistans (PUK) von Dschalal Talabani, die Vereinbarung zur Durchführung der Volksabstimmung vermittelt; dem schlossen sich auch kleinere Parteien wie die Islamische Union Kurdistan, die Islamische Bewegung Kurdistans, die Kurdische Kommunistische Partei, die Partei der Beschäftigten Kurdistan, die Partei der Angestellten und Arbeiter Kurdistan, die Reform- und Entwicklungspartei Kurdistan, die Turkmenenliste Erbils, die Turkmenische Entwicklungspartei, die Armenische Liste, der Assyrisch-Chaldäische Volksrat und die Sozialistisch-Demokratische Partei Kurdistan an.
Die oppositionelle „Bewegung für Wandel“ Gorran, die Islamische Gemeinschaft in Kurdistan und die Assyrische Demokratische Bewegung lehnten die Volksabstimmung ab. Die Turkmenenfront des Irak von Sadettin Ergeç unterstützt die Volksabstimmung nur, wenn ihre Bedingungen erfüllt sind. Auch der Ministerpräsident des Irak, Haider al-Abadi, hatte im Juni 2017 zwar Verständnis für die geplante Volksabstimmung geäußert, eine Abstimmung selbst aber abgelehnt. Ebenso lehnten die Parlamentarier Iyad Allawi von der Irakischen Nationalbewegung und Arschad Salihi von der Turkmenenfront die Volksabstimmung ab.
Am 15. September 2017 beschloss das Parlament der Autonomen Region die Abhaltung des Unabhängigkeitsreferendums am 25. September 2017.
Zwar wurde die Durchführung der Volksabstimmung durch das Oberste Gericht des Irak am 18. September 2017 verboten, jedoch begann die Stimmabgabe für Kurden der Diaspora fünf Tage später.
Das oberste irakische Gericht erklärte das Referendum am 20. November 2017 offiziell für verfassungswidrig. In der dazu veröffentlichten Erklärung wurde zudem bekannt gegeben, dass alle daraus resultierenden „Konsequenzen und Ergebnisse“ nichtig seien.

## Umstrittene Gebiete
Durch Kurden bewohnte, jedoch nicht dem kurdischen Autonomiebereich zugeordnete Gebiete an den Grenzen der Autonomen Region wurden letztendlich ebenfalls in der Abstimmung miteinbezogen. Vorher hatte es diesbezüglich auch im kurdischen Parlament heftige Diskussionen gegeben, da diese Gebiete offiziell der Zentralregierung in Bagdad unterstehen. Die wichtigste Stadt der umstrittenen Gebiete ist das ölreiche Kirkuk.

## Ergebnis
Bei dem Unabhängigkeitsreferendum am 25. September 2017 entschieden sich nach Angabe der Wahlkommission 92 % der Einwohner des irakischen Teils von Kurdistan für eine Unabhängigkeitserklärung. Die Wahlbeteiligung soll bei über 70 % gelegen haben. Es gibt jedoch viele Berichte über Unregelmäßigkeiten – so sollen Wähler mehrfach oder ohne ordnungsgemäße Registrierung abgestimmt haben.
Turkmenen und Araber hatten zum Boykott der Abstimmung aufgerufen.

## Weltweite Reaktionen
Als erste Reaktion des irakischen Parlamentes kam der Aufruf an den Präsidenten, Truppen in die umstrittene Gebiete zu entsenden. Die Irakische Kommunistische Partei unterstützte die Volksabstimmung, da es ein „Grundrecht der Region Kurdistan“ sei.
Saeb Erekat, Unterhändler der für die Unabhängigkeit von Israel eintretenden Palästinensischen Befreiungsorganisation, lehnte das Unabhängigkeitsreferendum in Kurdistan ab, da „die Unabhängigkeit der Kurden ein vergiftetes Schwert gegen die Araber“ sei. Der ehemalige Präsident Kataloniens und Vorsitzende der Katalanischen Europäisch-Demokratischen Partei, Artur Mas, unterstützte die Abstimmung ebenso wie Visar Ymeri, der Vorsitzende der größten kosovarischen Oppositionspartei Vetëvendosje. Auch Stéphane Bergeron von der Parti Québécois in der kanadischen Provinz Quebec unterstützte die Volksabstimmung. Das Außenministerium der Republik Arzach in Bergkarabach begrüßte das Ergebnis der Volksabstimmung.
Die türkische Regierung stellte sich gegen die Volksabstimmung mit der Angabe der Befürchtung um die Sicherheitslage im Gebiet. Sie drohte damit, die wichtigen Ölpipelines auf türkischem Grundgebiet zu schließen. Auch der Iran hatte sich im Vorfeld gegen die Abstimmung geäußert. Die USA teilten mit, dass die Volksabstimmungen zu weiteren Destabilisierungen führen könnten, und wollten zumindest eine Verschiebung. Auch die Europäische Union, der Generalsekretär Guterres und der Sicherheitsrat der Vereinten Nationen lehnten die Abstimmung ab. Israel dagegen unterstützte sie.
Noch im Juli 2017 betonte Russlands Außenminister Sergei Lawrow im Interview mit dem kurdischen Fernsehsender Rudaw, Moskau nehme die Unabhängigkeitsbestrebungen des kurdischen Volkes wohlwollend wahr. Doch nach dem Referendum teilte das russische Außenministerium mit, Russland unterstütze die territoriale Unversehrtheit des Irak. Man rief die Führung des autonomen kurdischen Gebiets und die irakische Regierung dazu auf, Dialog zu suchen und an der für beide Seiten vertretbaren Lösung der Koexistenz zu arbeiten.